# Prins August af Sverige
Prins August af Sverige, hertug af Dalarna (Nikolaus August; 24. august 1831 – 4. marts 1873) var prins af Sverige og Norge og hertug af Dalarna. Han var søn af Oscar 1. af Sverige og Josefine af Leuchtenberg. Han var af fyrstehuset Bernadotte. Han var frimurer.
Prins August var gift med Prinsesse Teresia af Sachsen-Altenburg. Ægteskabet var barnløst.